# Krádež jízdního kola

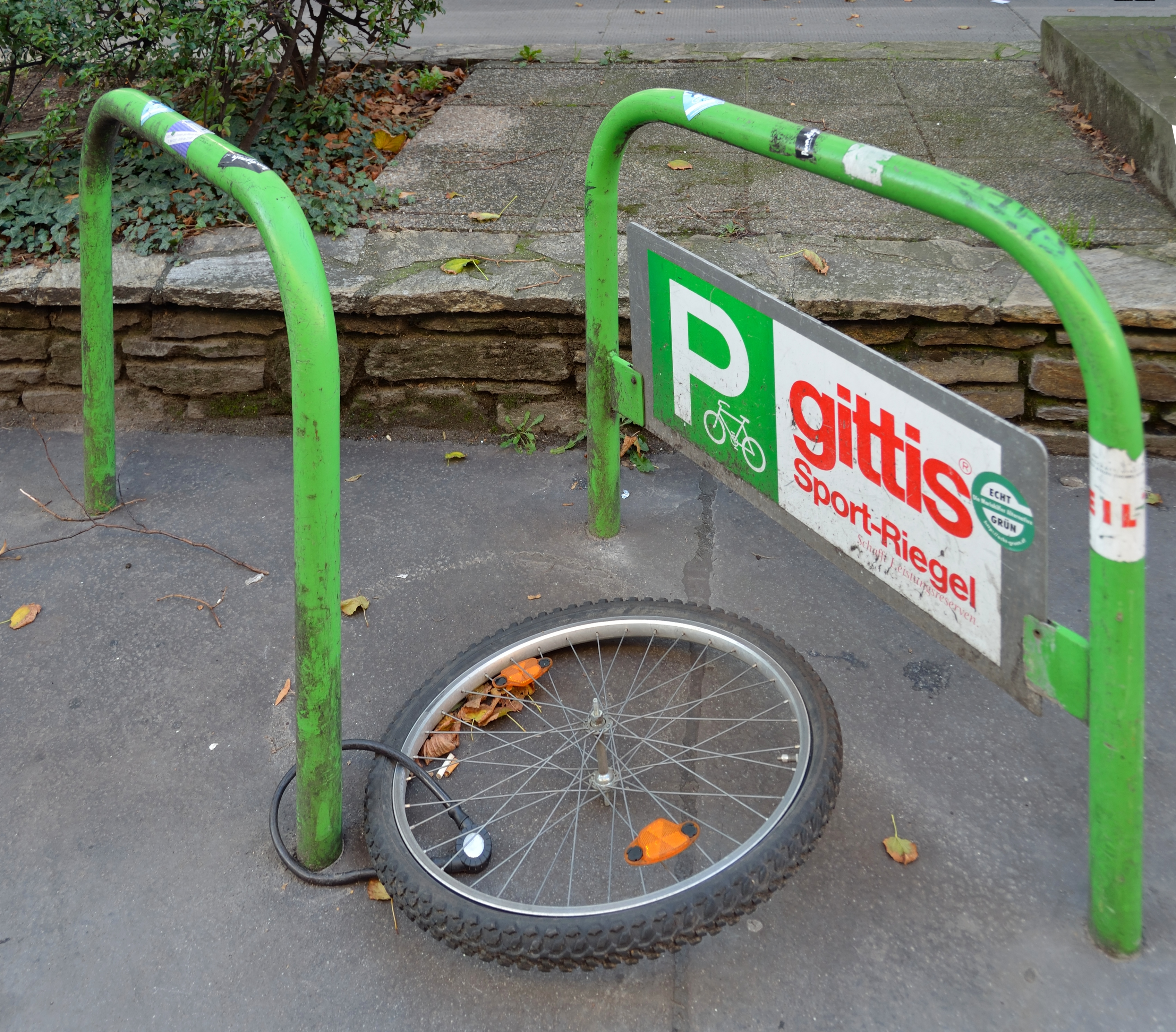
Ukradené jízdné kolo, které bylo špatně uzamčené

Krádež jízdního kola je čin neoprávněného osvojení jízdního kola. V roce 2022 bylo v Česku 4 820 krádeží kol v celkové hodnotě 144 milionů korun. V Německu to bylo v roce 2023 150 tisíc krádeží. V Česku se v roce 2023 podařila nalézt třetina ukradených kol, což je přibližně dvojnásobek oproti roku 2014, kdy byla nalezena jen šestina ukradených kol. Nejvíce kol je odcizeno v letních měsících, kdy je v Česku vyšší aktivita cyklistů.

## Předcházení krádeži

### Zámek
Existuje mnoho způsobů, jak krádeži předejít. Tím nejčastějším je uzamknutí kola pomocí zámku. Lze využít velké množství typů zámků, z nichž mnoho nemá velký účinek, a je možné je zničit během pár vteřin. Důležité je také správné použití zámku, tedy uzamknout kolo za pevnou část rámu a ke kvalitnímu stojanu.

### Místo
Bezpečnost zaparkovaného kola může být zvýšena parkováním na veřejnosti pouze přes den a na viditelných a frekventovaných místech. I to je však často nedostatečné.

### Uzavřené prostory
Častou variantou je také uzamknutí kola do uzavřených prostor, jako je cyklobox, parkoviště B+R či úschovna kol. Ideální je vybrat takové prostory, které jsou chráněné kamerovým systémem. I zde je vhodné stále použít zámek. Jedním z nejbezpečnějším možností zaparkování kola je také parkovací věž, jelikož do ní člověk nemá fyzicky přístup, ale pouze tam kolo uloží a vyzvedne si ho pomocí účtenky.

## Možnosti nalezení kola

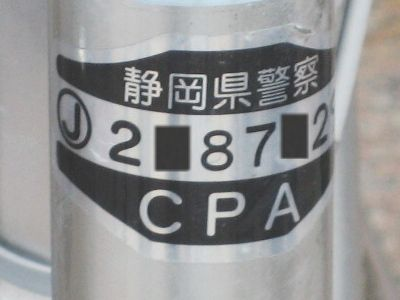
Bezpečnostní registrační značka v Japonsku

### Registrace kol
Jedním ze způsobů jak zmírnit dopady krádeže je jejich registrace. Některé země mají jednotný registr a systém značení, například Dánsko, kde je jejich označení povinné již od roku 1942. V Česku je v provozu několik databází, některé z nichž jsou soukromé. Jednotlivá města také umožňují registraci u Městské policie, tato služba je většinou zdarma. Registrace může mít i částečně preventivní charakter, protože některé registrační služby nabízejí možnost kolo označit. To může mít odrazující účinek pro případné zloděje.
Existuje mnoho způsobů unikátního označení kola, včetně vyražení čísla do rámu, které je podobné systému VIN, který se používá u automobilů. Často se používají různé druhy nálepek, které jsou ale jednodušší na odstranění.

### GPS lokátory
S rozvojem technologií a dostupností internetu se rozšiřuje také využití GPS lokátorů. Jedná se o malé zařízení, které je umístěno na kole tak, aby si ho zloděj nevšiml. Toto zařízení je připojeném SIM kartou k internetu a zasílá uživateli svoji polohu. Kvůli vyšší pořizovací cenně a nutnosti placení mobilních dat se tato služba používá spíše u dražší kol a elektrokol. Některé dražší modely kol mají lokátory zabudované již z výroby. Jsou také využívány u většiny sdílených kol.

## Počty krádeží v Česku

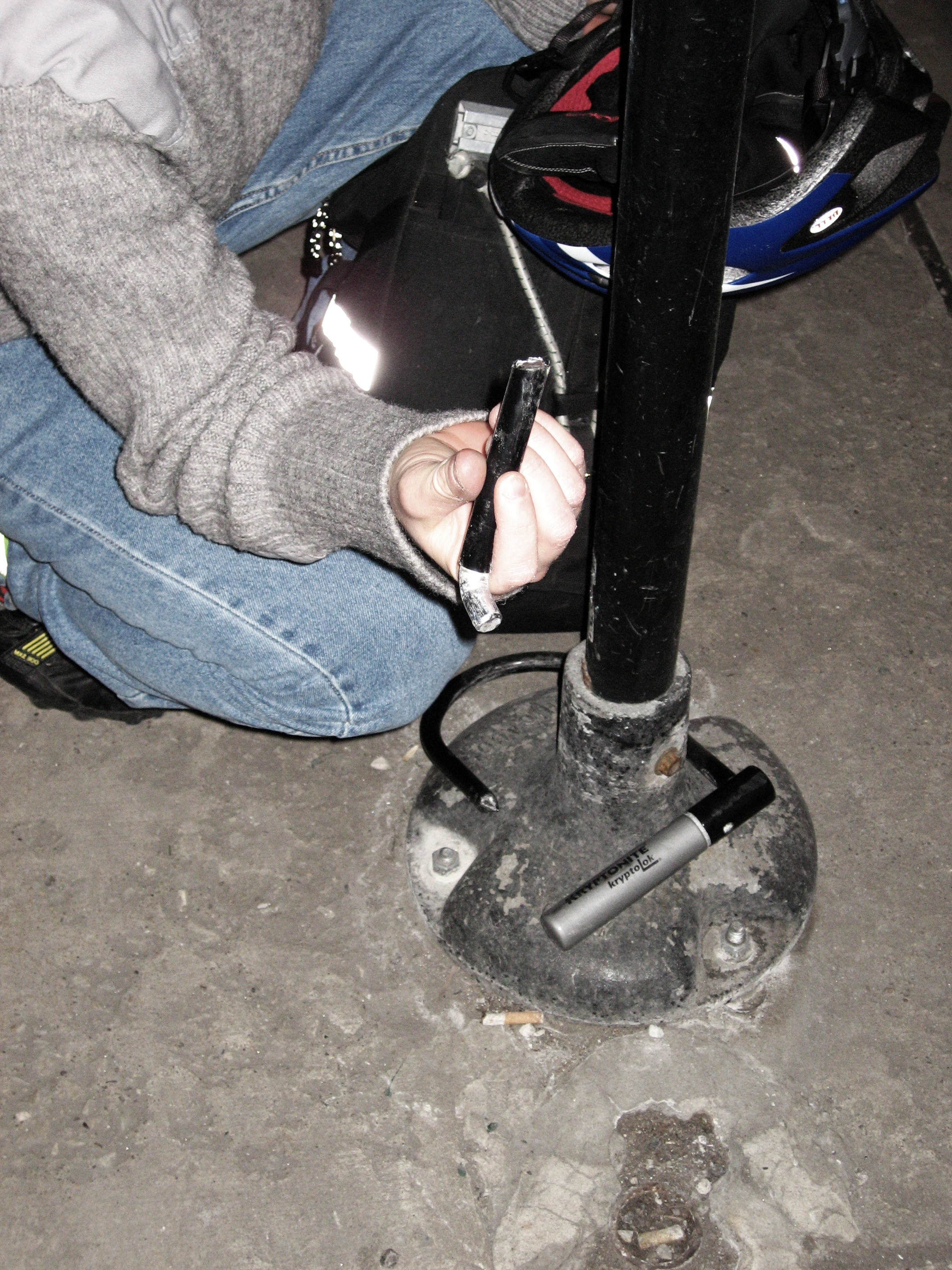
Přestřižený zámek

V Česku registruje počet krádeží, nikoliv počet ukradených kol. Číslo ukradených kol je tedy ještě vyšší, jelikož většina zlodějů ukradne více kol najednou. Čísla také zahrnují pouze ty krádeže, které byly nahlášeny na policii, což lidé dělají primárně u dražších kol.
| Rok  | Počet krádeží | Škoda v mil. Kč |
| ---- | ------------- | --------------- |
| 2019 |               | 108             |
| 2020 | 5 258         | 134             |
| 2021 | 4 799         | 139,6           |
| 2022 | 4 820         |                 |
| 2023 | 4 156         | 144,4           |